# Zbyszek Otwinowski
Zbyszek Otwinowski (Zbigniew Otwinowski; ur. 28 sierpnia 1956 w Warszawie) – fizyk i krystalograf, członek zagraniczny PAN.

## Życiorys
Absolwent liceum im. Jana Zamoyskiego i Wydziału Fizyki Uniwersytetu Warszawskiego. Na początku lat 80. XX wieku wyjechał do USA. Doktorat w dziedzinie biochemii uzyskał w roku 1989 na University of Chicago. Obecnie jest profesorem na University of Texas Southwestern Medical Center (Department of Biochemistry). Razem z prof. Władysławem Minorem jest współautorem drugiego najbardziej cytowanego artykułu naukowego dekady 1995–2005 (według „The Scientist”), pracy pt. „Processing of X-ray diffraction data collected in oscillation mode”. Wg bazy Web of Science, publikacja ta do lipca 2016 cytowana była blisko 31 tys. razy. Ci sami naukowcy są autorami zestawu programów krystalograficznych HKL.